# Championnat de France de football de cinquième division 2020-2021
Navigation
National 3 2019-2020 National 3 2021-2022
Le Championnat de France de football de National 3 2020-2021 est la 28e édition du championnat de France de football de cinquième division. Il est géré par les treize ligues régionales, à l'exception du groupe Corse-Méditerranée qui reste géré par l'organe fédéral.
Le cinquième niveau du championnat oppose cent soixante-huit clubs français répartis en douze groupes régionaux de quatorze clubs, en une série de vingt-six rencontres jouées durant la saison de football entre août 2020 et juin 2021.
La première place de chaque groupe permet de monter en National 2 lors de la saison suivante alors que les deux dernières places de chaque groupe sont synonymes de relégation en ligues régionales, voire plus si une équipe régionale est relégué depuis le National 2 condamnant ainsi une équipe supplémentaire.
La compétition est définitivement arrêtée le 24 mars 2021 en raison de la pandémie de Covid-19 ; aucune montée ni descente n'a lieu.

## GroupeAuvergne-Rhône-Alpes

### Clubs participants
| Nom du club                  | Ancienneté | Classement 2019-2020          | Stade                                  | Capacité |
| ---------------------------- | ---------- | ----------------------------- | -------------------------------------- | -------- |
| AS Saint-Étienne rés.        | 2020       | 15e National 2 (Gr. C)        | Centre de l'Étrat (Stade Aimé-Jacquet) | 1 500    |
| Hauts Lyonnais               | 2019       | 2e (N3 Auvergne-Rhône-Alpes)  | Stade de La Neylière                   | 1 000    |
| FC Limonest St-Didier        | 2016       | 3e (N3 Auvergne-Rhône-Alpes)  | Stade Courtois-Fillot                  | 2 000    |
| Montluçon Football           | 2017       | 4e (N3 Auvergne-Rhône-Alpes)  | Stade Dunlop                           | 3 200    |
| FC Vaulx-en-Velin            | 2017       | 5e (N3 Auvergne-Rhône-Alpes)  | Stade Francisque-Jomard                | 1 200    |
| FC Bourgoin-Jallieu          | 2013       | 6e (N3 Auvergne-Rhône-Alpes)  | Stade de Chantereine                   | 1 500    |
| Lyon-La Duchère rés.         | 2018       | 7e (N3 Auvergne-Rhône-Alpes)  | Stade de La Sauvegarde                 | 2 000    |
| Ain Sud                      | 2017       | 8e (N3 Auvergne-Rhône-Alpes)  | Stade du Forum                         | 500      |
| Clermont Foot 63 rés.        | 2002       | 9e (N3 Auvergne-Rhône-Alpes)  | Stade Gabriel-Montpied (Annexe)        | 1 500    |
| Chambéry Savoie              | 2017       | 10e (N3 Auvergne-Rhône-Alpes) | Stade Municipal                        | 3 500    |
| FC Aurillac Arpajon          | 2011       | 11e (N3 Auvergne-Rhône-Alpes) | Stade de Baradel                       | 1 500    |
| AS Moulins                   | 2020       | 1er Régional 1 (Gr. A)        | Stade Hector-Rolland                   | 5 000    |
| Thonon Évian Grand Genève FC | 2020       | 1er Régional 1 (Gr. B)        | Stade Joseph-Moynat                    | 3 600    |
| Velay FC                     | 2020       | 2e Régional 1 (Gr. A)         | Stade Victor-Reignier (Polignac)       | 1 000    |

- Club relégué
- Club maintenu
- Club promu

| \| Ain Sud Foot Bourgoin-Jallieu Chambéry Savoie Clermont Foot 63 Rés. FC Limonest SC Lyon Rés. Hauts Lyonnais AS Moulins Montluçon · football AS Saint-Étienne Rés. FC Vaulx-en-Velin ↑ · Thonon · Évian · Grand Genève · FC Velay FC FC Aurillac · Arpajon \| Localisation des clubs de N3 du groupe Auvergne Rhône-Alpes · Club relégué Club maintenu Club promu |
| Ain Sud Foot Bourgoin-Jallieu Chambéry Savoie Clermont Foot 63 Rés. FC Limonest SC Lyon Rés. Hauts Lyonnais AS Moulins Montluçon · football AS Saint-Étienne Rés. FC Vaulx-en-Velin ↑ · Thonon · Évian · Grand Genève · FC Velay FC FC Aurillac · Arpajon |

### Compétition
| Rang | Équipe                         | Pts | J | G | N | P | Bp | Bc | Diff |
| ---- | ------------------------------ | --- | - | - | - | - | -- | -- | ---- |
| 1    | FC Bourgoin-Jallieu            | 11  | 6 | 3 | 2 | 1 | 14 | 10 | +4   |
| 2    | Ain Sud                        | 11  | 6 | 3 | 2 | 1 | 15 | 12 | +3   |
| 3    | SC Lyon rés.                   | 10  | 5 | 3 | 1 | 1 | 11 | 7  | +4   |
| 4    | FC Limonest St-Didier          | 10  | 6 | 3 | 1 | 2 | 8  | 6  | +2   |
| 5    | Hauts Lyonnais                 | 8   | 5 | 2 | 2 | 1 | 13 | 12 | +1   |
| 6    | Thonon Évian Grand Genève FC P | 8   | 5 | 2 | 2 | 1 | 10 | 6  | +4   |
| 7    | AS Saint-Étienne rés. R        | 7   | 5 | 2 | 1 | 2 | 12 | 11 | +1   |
| 8    | FC Vaulx-en-Velin              | 7   | 5 | 2 | 1 | 2 | 7  | 6  | +1   |
| 9    | Chambéry Savoie                | 6   | 5 | 2 | 0 | 3 | 8  | 12 | -4   |
| 10   | FC Aurillac Arpajon            | 6   | 5 | 2 | 0 | 3 | 6  | 10 | -4   |
| 11   | Clermont Foot 63 rés.          | 5   | 6 | 1 | 2 | 3 | 9  | 11 | -2   |
| 12   | AS Moulins P                   | 5   | 6 | 1 | 2 | 3 | 6  | 10 | -4   |
| 13   | Velay FC P                     | 4   | 4 | 1 | 1 | 2 | 5  | 7  | -2   |
| 14   | Montluçon Football             | 4   | 5 | 1 | 1 | 3 | 4  | 8  | -4   |

|  | R Relégué de National 2. P Promu de Régional 1. Pts points ; G victoires ; N match nuls ; P défaites Bp buts marqués ; Bc buts encaissés ; Diff différence de buts |

## GroupeBourgogne-Franche-Comté

### Clubs participants
| Nom du club                 | Ancienneté | Classement 2019-2020             | Stade                       | Capacité |
| --------------------------- | ---------- | -------------------------------- | --------------------------- | -------- |
| FC Gueugnon                 | 2013       | 2e (N3 Bourgogne-Franche-Comté)  | Stade Jean-Laville          | 14 000   |
| Besançon Football           | 2015       | 3e (N3 Bourgogne-Franche-Comté)  | Stade Léo-Lagrange          | 11 500   |
| Dijon FCO rés.              | 1998       | 4e (N3 Bourgogne-Franche-Comté)  | Stade des Poussots          | 1 500    |
| Racing Besançon             | 2014       | 5e (N3 Bourgogne-Franche-Comté)  | Stade Léo-Lagrange          | 10 500   |
| CA Pontarlier               | 2019       | 6e (N3 Bourgogne-Franche-Comté)  | Stade Paul-Robbe            | 3 000    |
| FC Sochaux-Montbéliard rés. | 2016       | 7e (N3 Bourgogne-Franche-Comté)  | Stade Municipal de Méziré   | 1 000    |
| FC Morteau-Montlebon        | 2018       | 8e (N3 Bourgogne-Franche-Comté)  | Stade Henri Schaller        | 2 000    |
| Jura Dolois Football        | 2017       | 9e (N3 Bourgogne-Franche-Comté)  | Stade Robert Bobin          | 3 000    |
| FC Montceau Bourgogne       | 2018       | 10e (N3 Bourgogne-Franche-Comté) | Stade des Alouettes         | 6 000    |
| Is-Selongey Football        | 2014       | 11e (N3 Bourgogne-Franche-Comté) | Stade des Courvelles        | 1 500    |
| FC Valdahon-Vercel          | 2019       | 12e (N3 Bourgogne-Franche-Comté) | Stade de la Combe Bourdon   | 1 000    |
| AS Saint-Apollinaire        | 2020       | 1er Régional 1 (Gr. A)           | Complexe sportif de Louzole | 1 000    |
| Paron FC                    | 2020       | 2e Régional 1 (Gr. A)            | Stade Roger Treillé         | 2 000    |
| FC Grandvillars             | 2020       | 2e Régional 1 (Gr. B)            | Stade Léon Gelot            | 1 000    |

- Club maintenu
- Club promu

| \| ↙ Besançon Football ↖ Racing Besançon Dijon FCO Rés. Jura Dolois Football FC Grandvillars FC Gueugnon FC Montceau FC Morteau · Montlebon Paron FC CA Pontarlier Is-Selongey Football AS Saint-Apollinaire FC Sochaux Montbéliard Rés. FC Valdahon · Vercel \| Localisation des clubs de N3 du groupe Bourgogne-Franche-Comté · Club maintenu Club promu |
| ↙ Besançon Football ↖ Racing Besançon Dijon FCO Rés. Jura Dolois Football FC Grandvillars FC Gueugnon FC Montceau FC Morteau · Montlebon Paron FC CA Pontarlier Is-Selongey Football AS Saint-Apollinaire FC Sochaux Montbéliard Rés. FC Valdahon · Vercel                                                                                                 |

### Compétition
| Rang | Équipe                      | Pts | J | G | N | P | Bp | Bc | Diff |
| ---- | --------------------------- | --- | - | - | - | - | -- | -- | ---- |
| 1    | Racing Besançon             | 15  | 6 | 5 | 0 | 1 | 13 | 5  | +8   |
| 2    | Jura Dolois Football        | 11  | 5 | 3 | 2 | 0 | 12 | 3  | +9   |
| 3    | FC Gueugnon                 | 10  | 5 | 3 | 1 | 1 | 11 | 6  | +5   |
| 4    | Dijon FCO rés.              | 10  | 6 | 2 | 4 | 0 | 8  | 5  | +3   |
| 5    | CA Pontarlier               | 10  | 5 | 3 | 1 | 1 | 9  | 5  | +4   |
| 6    | Besançon Football           | 8   | 6 | 2 | 2 | 2 | 10 | 7  | +3   |
| 7    | FC Sochaux-Montbéliard rés. | 8   | 5 | 2 | 2 | 1 | 6  | 5  | +1   |
| 8    | FC Morteau-Montlebon        | 7   | 5 | 2 | 1 | 2 | 5  | 4  | +1   |
| 9    | Is-Selongey Football        | 7   | 5 | 2 | 1 | 2 | 7  | 8  | -1   |
| 10   | FC Grandvillars P           | 4   | 5 | 1 | 1 | 3 | 3  | 8  | -5   |
| 11   | AS Saint-Apollinaire P      | 4   | 5 | 1 | 1 | 3 | 6  | 9  | -3   |
| 12   | FC Montceau Bourgogne       | 4   | 4 | 1 | 1 | 2 | 3  | 6  | -3   |
| 13   | FC Valdahon-Vercel          | 1   | 5 | 0 | 1 | 4 | 2  | 13 | -11  |
| 14   | Paron FC P                  | 0   | 5 | 0 | 0 | 5 | 1  | 12 | -11  |

|  | R Relégué de National 2. P Promu de Régional 1. Pts points ; G victoires ; N match nuls ; P défaites Bp buts marqués ; Bc buts encaissés ; Diff différence de buts |

## GroupeBretagne

### Clubs participants
| Nom du club            | Ancienneté | Classement 2019-2020   | Stade                       | Capacité |
| ---------------------- | ---------- | ---------------------- | --------------------------- | -------- |
| AS Vitré               | 2020       | 14e National 2 (Gr. B) | Stade municipal             | 2 500    |
| GSI Pontivy            | 2017       | 2e (N3 Bretagne)       | Stade du Faubourg de Verdun | 3 200    |
| TA Rennes              | 2014       | 3e (N3 Bretagne)       | Stade Roger Salengro        | 3 000    |
| Dinan Léhon FC         | 2010       | 4e (N3 Bretagne)       | Stade du Clos Gastel        | 2 000    |
| Stade rennais FC rés.  | 2018       | 5e (N3 Bretagne)       | La Piverdière               | 1 500    |
| Saint-Colomban Locminé | 2017       | 6e (N3 Bretagne)       | Stade du Pigeon Blanc       | 2 350    |
| Stade brestois 29 rés. | 2005       | 7e (N3 Bretagne)       | Stade Ménez Paul            | 3 800    |
| Stade pontivien        | 2018       | 8e (N3 Bretagne)       | Stade du Faubourg de Verdun | 3 200    |
| Plouzané AFC           | 2018       | 9e (N3 Bretagne)       | Stade de Trémaïdic          | 1 700    |
| Lannion FC             | 2012       | 10e (N3 Bretagne)      | Stade René Guillou          | 1 500    |
| AGLD Fougères          | 2018       | 11e (N3 Bretagne)      | Stade Charles Berthelot     | 1 000    |
| Saint-Pierre Milizac   | 2020       | 1er Régional 1 (Gr. A) | Stade Pen Ar Guear          | 2 000    |
| FC Guipry-Messac       | 2020       | 1er Régional 1 (Gr. B) | Stade Georges Hochard       | 1 000    |
| Stade briochin rés.    | 2020       | 2e Régional 1 (Gr. B)  | Stade Chaptal               | 1 000    |

- Club relégué
- Club maintenu
- Club promu

| \| Stade brestois 29Rés. Stade briochinRés. Dinan Léhon FC AGLD Fougères Lannion FC SC Locminé SP Milizac FC · Guipry-Messac Plouzané · ACF GSI Pontivy Stade pontivien Stade rennais FCRés. TA Rennes AS Vitré \| Localisation des clubs de N3 du groupe Bretagne · Club relégué Club maintenu Club promu |
| Stade brestois 29Rés. Stade briochinRés. Dinan Léhon FC AGLD Fougères Lannion FC SC Locminé SP Milizac FC · Guipry-Messac Plouzané · ACF GSI Pontivy Stade pontivien Stade rennais FCRés. TA Rennes AS Vitré                                                                                               |

### Compétition
| Rang | Équipe                 | Pts | J | G | N | P | Bp | Bc | Diff |
| ---- | ---------------------- | --- | - | - | - | - | -- | -- | ---- |
| 1    | GSI Pontivy            | 18  | 6 | 6 | 0 | 0 | 17 | 2  | +15  |
| 2    | Stade rennais FC rés.  | 14  | 6 | 4 | 2 | 0 | 11 | 7  | +4   |
| 3    | AS Vitré R             | 13  | 6 | 4 | 1 | 1 | 11 | 3  | +8   |
| 4    | Dinan Léhon FC         | 12  | 6 | 4 | 0 | 2 | 10 | 5  | +5   |
| 5    | Saint-Pierre Milizac P | 12  | 6 | 4 | 0 | 2 | 10 | 6  | +4   |
| 6    | Stade briochin rés. P  | 10  | 6 | 3 | 1 | 2 | 12 | 7  | +5   |
| 7    | Saint-Colomban Locminé | 8   | 5 | 2 | 2 | 1 | 7  | 6  | +1   |
| 8    | Stade brestois 29 rés. | 7   | 5 | 2 | 1 | 2 | 5  | 9  | -4   |
| 9    | FC Guipry-Messac P     | 6   | 6 | 2 | 0 | 4 | 7  | 14 | -7   |
| 10   | Plouzané AFC           | 4   | 6 | 1 | 1 | 4 | 4  | 8  | -4   |
| 11   | Lannion FC             | 3   | 5 | 1 | 0 | 4 | 5  | 12 | -7   |
| 12   | Stade pontivien        | 3   | 6 | 1 | 0 | 5 | 2  | 9  | -7   |
| 13   | TA Rennes              | 3   | 6 | 1 | 0 | 5 | 6  | 15 | -9   |
| 14   | AGLD Fougères          | 3   | 5 | 1 | 0 | 4 | 5  | 9  | -4   |

|  | Promu en National 2. |
|  | R Relégué de National 2. P Promu de Régional 1. Pts points ; G victoires ; N match nuls ; P défaites Bp buts marqués ; Bc buts encaissés ; Diff différence de buts |

## GroupeCentre-Val de Loire

### Clubs participants
| Nom du club               | Ancienneté | Classement 2019-2020         | Stade                       | Capacité |
| ------------------------- | ---------- | ---------------------------- | --------------------------- | -------- |
| Tours FC                  | 2019       | 1er (N3 Centre-Val de Loire) | Stade de la Vallée du Cher  | 13 000   |
| Avoine OCC                | 2014       | 3e (N3 Centre-Val de Loire)  | Stade Marcel Vignaud        | 3 000    |
| US Orléans rés.           | 2017       | 4e (N3 Centre-Val de Loire)  | Stade Marcel-Garcin         | 1 740    |
| C' Chartres Football rés. | 2017       | 5e (N3 Centre-Val de Loire)  | Stade Jean Gallet           | 1 000    |
| USM Saran                 | 2019       | 6e (N3 Centre-Val de Loire)  | Stade Jacques Mazzuca       | 1 500    |
| FC Ouest Tourangeau       | 2017       | 7e (N3 Centre-Val de Loire)  | Complexe sportif de la Haye | 2 000    |
| FC Montlouis              | 2018       | 8e (N3 Centre-Val de Loire)  | Stade Eugène Cholet         | 1 000    |
| Vierzon FC                | 2017       | 9e (N3 Centre-Val de Loire)  | Stade Brouhot               | 1 500    |
| USM Montargis             | 2017       | 10e (N3 Centre-Val de Loire) | Stade Maurice Béraud        | 2 300    |
| LB Châteauroux rés.       | 2017       | 11e (N3 Centre-Val de Loire) | Stade Claude Jamet          | 1 800    |
| US Châteauneuf-sur-Loire  | 2017       | 12e (N3 Centre-Val de Loire) | Stade du Lièvre d'Or        | 4 000    |
| FC Déols                  | 2020       | 2e Régional 1                | Stade Jean Bizet            | 1 500    |
| J3S Amilly                | 2020       | 3e Régional 1                | Stade Georges Clériceau     | 2 000    |
| Saint-Jean-le-Blanc FC    | 2020       | 4e Régional 1                | Stade Lionel Charbonnier    | 1 500    |

- Club maintenu
- Club promu

| \| J3S Amilly Avoine OCC ← St-Jean-le-Blanc FC Tours FC C' Chartres Football Rés. US Châteauneuf- · sur-Loire LB Châteauroux Rés. FC Déols USM Montargis FC Montlouis · ↓ US OrléansRés. USM Saran FC Ouest · Tourangeau Vierzon FC \| Localisation des clubs de N3 du groupe Centre-Val de Loire · Club maintenu Club promu |
| J3S Amilly Avoine OCC ← St-Jean-le-Blanc FC Tours FC C' Chartres Football Rés. US Châteauneuf- · sur-Loire LB Châteauroux Rés. FC Déols USM Montargis FC Montlouis · ↓ US OrléansRés. USM Saran FC Ouest · Tourangeau Vierzon FC                                                                                             |

### Compétition
| Rang | Équipe                    | Pts | J | G | N | P | Bp | Bc | Diff |
| ---- | ------------------------- | --- | - | - | - | - | -- | -- | ---- |
| 1    | USM Saran                 | 12  | 6 | 3 | 3 | 0 | 11 | 5  | +6   |
| 2    | Vierzon FC                | 10  | 5 | 3 | 1 | 1 | 10 | 5  | +5   |
| 3    | Avoine OCC                | 9   | 5 | 3 | 0 | 2 | 7  | 4  | +3   |
| 4    | US Châteauneuf-sur-Loire  | 8   | 6 | 1 | 5 | 0 | 5  | 4  | +1   |
| 5    | FC Ouest Tourangeau       | 8   | 5 | 2 | 2 | 1 | 4  | 5  | -1   |
| 6    | J3S Amilly P              | 8   | 5 | 2 | 2 | 1 | 9  | 7  | +2   |
| 7    | Tours FC                  | 8   | 5 | 2 | 2 | 1 | 7  | 5  | +2   |
| 8    | US Orléans rés.           | 8   | 6 | 2 | 2 | 2 | 11 | 10 | +1   |
| 9    | C' Chartres Football rés. | 8   | 6 | 2 | 2 | 2 | 6  | 9  | -3   |
| 10   | LB Châteauroux rés.       | 8   | 6 | 2 | 2 | 2 | 4  | 5  | -1   |
| 11   | FC Montlouis              | 7   | 6 | 2 | 1 | 3 | 5  | 6  | -1   |
| 12   | Saint-Jean-le-Blanc FC P  | 6   | 6 | 1 | 3 | 2 | 6  | 9  | -3   |
| 13   | USM Montargis             | 3   | 5 | 1 | 0 | 4 | 5  | 8  | -3   |
| 14   | FC Déols P                | 1   | 6 | 0 | 1 | 5 | 8  | 16 | -8   |

|  | Rétrogradé administrativement en Régional 1. |
|  | R Relégué de National 2. P Promu de Régional 1. Pts points ; G victoires ; N match nuls ; P défaites Bp buts marqués ; Bc buts encaissés ; Diff différence de buts |

## GroupeCorse-Méditerranée

### Clubs participants
| Nom du club                         | Ancienneté | Classement 2019-2020          | Stade                        | Capacité |
| ----------------------------------- | ---------- | ----------------------------- | ---------------------------- | -------- |
| USM Endoume Catalans                | 2020       | 15e National 2 (Gr. D)        | Stade Roger-Lebert           | 1 000    |
| Athlético Marseille                 | 2019       | 1er (N3 Corse-Méditerranée)   | Stade La Martine             | 1 990    |
| GC Lucciana                         | 2017       | 3e (N3 Corse-Méditerranée)    | Stade Charles Galletti       | 1 500    |
| Istres FC                           | 2018       | 4e (N3 Corse-Méditerranée)    | Stade Parsemain              | 12 500   |
| AC Ajaccio rés.                     | 2011       | 5e (N3 Corse-Méditerranée)    | Stade François-Coty (Annexe) | 1 000    |
| Villefranche-Saint-Jean-Beaulieu FC | 2017       | 6e (N3 Corse-Méditerranée)    | Stade Intercommunal Beaulieu | 500      |
| FC Côte Bleue                       | 2018       | 7e (N3 Corse-Méditerranée)    | Stade Michel Hidalgo         | 1 000    |
| US Mandelieu-la-Napoule             | 2019       | 8e (N3 Corse-Méditerranée)    | Stade Éric Estivals          | 1 000    |
| AS Furiani-Agliani                  | 2019       | 9e (N3 Corse-Méditerranée)    | Stade Erbajolo               | 2 000    |
| AS Cannes                           | 2017       | 10e (N3 Corse-Méditerranée)   | Stade Pierre-de-Coubertin    | 9 819    |
| OGC Nice rés.                       | 2019       | 11e (N3 Corse-Méditerranée)   | Stade Charles-Ehrmann        | 8 000    |
| USC Corte                           | 2020       | 1er Régional 1 (Corse)        | Stade Santos Manfredi        | 2 000    |
| ES Le Cannet-Rocheville             | 2020       | 1er Régional 1 (Méditerranée) | Stade Maillan                | Inconnue |
| FC Rousset SVO                      | 2020       | 2e Régional 1 (Méditerranée)  | Stade                        | ?        |

- Club relégué
- Club maintenu
- Club promu

| \| Athlético Marseille AS Cannes ES Cannet-Rocheville FC Rousset SVO FC Côte Bleue USM Endoume · Catalans Istres FC ↑ · US Mandelieu-la-Napoule OGC NiceRés.↘ Villefranche · St-Jean · Beaulieu · FC · ↓ \| Localisation des clubs PACA du groupe N3 Corse-Méditerranée · Club relégué Club maintenu Club promu |
| Athlético Marseille AS Cannes ES Cannet-Rocheville FC Rousset SVO FC Côte Bleue USM Endoume · Catalans Istres FC ↑ · US Mandelieu-la-Napoule OGC NiceRés.↘ Villefranche · St-Jean · Beaulieu · FC · ↓ |

| Athlético Marseille AS Cannes ES Cannet-Rocheville FC Rousset SVO FC Côte Bleue USM Endoume · Catalans Istres FC ↑ · US Mandelieu-la-Napoule OGC NiceRés.↘ Villefranche · St-Jean · Beaulieu · FC · ↓ |

| \| AC AjaccioRés. USC Corte AS Furiani-Agliani GC Lucciana \| Localisation des clubs de Corse · du groupe N3 Corse-Méditerranée · Club maintenu · Club promu |
| AC AjaccioRés. USC Corte AS Furiani-Agliani GC Lucciana |

| AC AjaccioRés. USC Corte AS Furiani-Agliani GC Lucciana |

### Compétition
| Rang | Équipe                              | Pts | J | G | N | P | Bp | Bc | Diff |
| ---- | ----------------------------------- | --- | - | - | - | - | -- | -- | ---- |
| 1    | AS Furiani-Agliani                  | 13  | 5 | 4 | 1 | 0 | 11 | 6  | +5   |
| 2    | Istres FC                           | 13  | 6 | 4 | 1 | 1 | 10 | 7  | +3   |
| 3    | AS Cannes                           | 10  | 5 | 3 | 1 | 1 | 8  | 5  | +3   |
| 4    | Villefranche-Saint-Jean-Beaulieu FC | 10  | 6 | 3 | 1 | 2 | 8  | 4  | +4   |
| 5    | Athlético Marseille                 | 10  | 5 | 3 | 1 | 1 | 13 | 5  | +8   |
| 6    | FC Côte Bleue                       | 8   | 6 | 2 | 2 | 2 | 14 | 11 | +3   |
| 7    | OGC Nice rés.                       | 8   | 6 | 2 | 2 | 2 | 11 | 7  | +4   |
| 8    | GC Lucciana                         | 8   | 5 | 2 | 2 | 1 | 5  | 2  | +3   |
| 9    | ES Le Cannet-Rocheville P           | 7   | 6 | 2 | 1 | 3 | 11 | 13 | -2   |
| 10   | FC Rousset SVO P                    | 7   | 6 | 2 | 1 | 3 | 6  | 9  | -3   |
| 11   | AC Ajaccio rés.                     | 6   | 5 | 2 | 0 | 3 | 5  | 9  | -4   |
| 12   | USC Corte P                         | 4   | 6 | 1 | 1 | 4 | 6  | 13 | -7   |
| 13   | US Mandelieu-la-Napoule             | 3   | 6 | 0 | 3 | 3 | 4  | 10 | -6   |
| 14   | USM Endoume Catalans R              | 0-1 | 5 | 0 | 1 | 4 | 6  | 17 | -11  |

|  | R Relégué de National 2. P Promu de Régional 1. Pts points ; G victoires ; N match nuls ; P défaites Bp buts marqués ; Bc buts encaissés ; Diff différence de buts |

## GroupeGrand-Est

### Clubs participants
| Nom du club               | Ancienneté | Classement 2019-2020      | Stade                       | Capacité |
| ------------------------- | ---------- | ------------------------- | --------------------------- | -------- |
| FC Mulhouse               | 2020       | 12e en National 2 (Gr. A) | Stade de l'Ill              | 11 303   |
| US Sarre-Union            | 2016       | 2e (N3 Grand-Est)         | Stade omnisports            | 3 000    |
| ES Thaonnaise             | 2018       | 3e (N3 Grand-Est)         | Stade Robert Sayer          | 3 000    |
| AS Prix-lès-Mézières      | 2019       | 4e (N3 Grand-Est)         | Stade de la Poterie         | 2 000    |
| ES Troyes AC rés.         | 2016       | 5e (N3 Grand-Est)         | Complexe sportif de l'Aube  | 1 000    |
| US Raonnaise              | 2018       | 6e (N3 Grand-Est)         | Stade Paul-Gasser           | 4 000    |
| RC Strasbourg rés.        | 2015       | 7e (N3 Grand-Est)         | Parc des sports de Molsheim | 3 000    |
| ASC Biesheim              | 2013       | 8e (N3 Grand-Est)         | Stade Municipal             | 2 000    |
| CSO Amnéville             | 2017       | 9e (N3 Grand-Est)         | Stade Municipal             | 5 000    |
| FA Illkirch-Graffenstaden | 2019       | 10e (N3 Grand-Est)        | Stade Albert Schweitzer     | 1 500    |
| FC Saint-Louis Neuweg     | 2018       | 11e (N3 Grand-Est)        | Stade de la Frontière       | 2 400    |
| RC Épernay                | 2020       | 1er Régional 1 (Gr. A)    | Stade Paul-Chandon          | 3 000    |
| AS Nancy Lorraine rés.    | 2020       | 1er Régional 1 (Gr. B)    | Annexe Stade Marcel-Picot   | ?        |
| SR Colmar                 | 2020       | 1er Régional 1 (Gr. C)    | Colmar Stadium              | 2 300    |

- Club rétrogradé
- Club maintenu
- Club promu

| \| CSO Amnéville ASC Biesheim ↗ SR Colmar RC Épernay FA Illkirch · Graffenstaden AS Nancy Rés. AS Prix-lès-Mézières US Raonnaise FC Saint-Louis · Neuweg US Sarre-Union RC Strasbourg Rés. Mulhouse FC ES Thaonnaise ES Troyes AC Rés. \| Localisation des clubs de N3 du groupe Grand-Est · Club maintenu Club promu Club rétrogradé |
| CSO Amnéville ASC Biesheim ↗ SR Colmar RC Épernay FA Illkirch · Graffenstaden AS Nancy Rés. AS Prix-lès-Mézières US Raonnaise FC Saint-Louis · Neuweg US Sarre-Union RC Strasbourg Rés. Mulhouse FC ES Thaonnaise ES Troyes AC Rés.                                                                                                   |

### Compétition
| Rang | Équipe                    | Pts | J | G | N | P | Bp | Bc | Diff |
| ---- | ------------------------- | --- | - | - | - | - | -- | -- | ---- |
| 1    | ASC Biesheim              | 17  | 7 | 5 | 2 | 0 | 16 | 5  | +11  |
| 2    | ES Thaonnaise             | 16  | 7 | 5 | 1 | 1 | 14 | 6  | +8   |
| 3    | SR Colmar P               | 11  | 7 | 3 | 2 | 2 | 13 | 10 | +3   |
| 4    | US Sarre-Union            | 10  | 6 | 3 | 1 | 2 | 12 | 10 | +2   |
| 5    | FC Mulhouse Rt            | 10  | 5 | 3 | 1 | 2 | 9  | 8  | +1   |
| 6    | FC Saint-Louis Neuweg     | 9   | 7 | 2 | 3 | 2 | 12 | 12 | 0    |
| 7    | AS Nancy Lorraine rés. P  | 9   | 7 | 3 | 0 | 4 | 9  | 15 | -6   |
| 8    | RC Épernay P              | 7   | 6 | 2 | 1 | 3 | 7  | 6  | +1   |
| 9    | FA Illkirch-Graffenstaden | 7   | 6 | 2 | 1 | 3 | 7  | 12 | -5   |
| 10   | AS Prix-lès-Mézières      | 7   | 7 | 2 | 1 | 4 | 9  | 11 | -2   |
| 11   | US Raonnaise              | 6-1 | 7 | 2 | 1 | 4 | 5  | 11 | -6   |
| 12   | RC Strasbourg rés.        | 6   | 6 | 1 | 3 | 2 | 9  | 10 | -1   |
| 13   | ES Troyes AC rés.         | 6   | 6 | 1 | 3 | 2 | 5  | 6  | -1   |
| 14   | CSO Amnéville             | 5   | 7 | 1 | 2 | 4 | 6  | 11 | -5   |

|  | R Relégué de National 2. Rt Rétrogradé administrativement. P Promu de Régional 1. Pts points ; G victoires ; N match nuls ; P défaites Bp buts marqués ; Bc buts encaissés ; Diff différence de buts |

## GroupeHauts-de-France

### Clubs participants
| Nom du club                 | Ancienneté | Classement 2019-2020     | Stade                                 | Capacité |
| --------------------------- | ---------- | ------------------------ | ------------------------------------- | -------- |
| Lille OSC rés.              | 2020       | 14e National 2 (Gr. A)   | Domaine de Luchin (Terrain d'honneur) | 500      |
| IC Croix                    | 2020       | 16e National 2 (Gr. A)   | Stade Henri-Seigneur                  | 2 000    |
| US Vimy                     | 2019       | 2e (N3 Hauts-de-France)  | Stade de la Mine                      | 2 000    |
| Entente Feignies Aulnoye FC | 2019       | 3e (N3 Hauts-de-France)  | Complexe Didier-Eloy                  | 1 500    |
| Olympique marcquois         | 2018       | 4e (N3 Hauts-de-France)  | Stade Georges Niquet                  | 2 500    |
| US Maubeuge                 | 2016       | 5e (N3 Hauts-de-France)  | Stade Léo-Lagrange                    | 1 000    |
| Le Touquet AC               | 2018       | 6e (N3 Hauts-de-France)  | Stade Gérard Houllier                 | 2 000    |
| Valenciennes FC rés.        | 2019       | 7e (N3 Hauts-de-France)  | Centre de formation VAFC              | 1 500    |
| AC Amiens                   | 2018       | 8e (N3 Hauts-de-France)  | Stade Jean-Bouin                      | 2 000    |
| US Boulogne rés.            | 2015       | 9e (N3 Hauts-de-France)  | Stade de la Waroquerie                | 2 500    |
| Amiens SC rés.              | 2011       | 10e (N3 Hauts-de-France) | Stade Moulonguet                      | 5 000    |
| Wasquehal Football          | 2020       | 1er Régional 1 (Gr. A)   | Stade Lucien-Montagne                 | ?        |
| US Chantilly                | 2020       | 1er Régional 1 (Gr. B)   | Stade des Bourgognes                  | 2 400    |
| USP Saint-Omer              | 2020       | 2e Régional 1 (Gr. A)    | Stade Gaston Bonnet                   | 4 600    |

- Club relégué
- Club maintenu
- Club promu

| \| AC Amiens Amiens SC Rés. Entente FC · Feignies Aulnoye · ↓ US Boulogne Rés. US Chantilly IC Croix Le Touquet AC Lille OSC Rés. Ol. marcquois ↑ · US Maubeuge US Saint-Omer Valenciennes FC Rés. US Vimy ↖ Wasquehal \| Localisation des clubs de N3 du groupe Hauts-de-France · Club relégué Club maintenu Club promu |
| AC Amiens Amiens SC Rés. Entente FC · Feignies Aulnoye · ↓ US Boulogne Rés. US Chantilly IC Croix Le Touquet AC Lille OSC Rés. Ol. marcquois ↑ · US Maubeuge US Saint-Omer Valenciennes FC Rés. US Vimy ↖ Wasquehal |

### Compétition
| Rang | Équipe                      | Pts | J | G | N | P | Bp | Bc | Diff |
| ---- | --------------------------- | --- | - | - | - | - | -- | -- | ---- |
| 1    | Wasquehal Football P        | 13  | 5 | 4 | 1 | 0 | 11 | 6  | +5   |
| 2    | Olympique marcquois         | 9   | 4 | 3 | 0 | 1 | 7  | 3  | +4   |
| 3    | US Maubeuge                 | 8   | 6 | 2 | 2 | 2 | 8  | 9  | -1   |
| 4    | US Vimy                     | 8   | 5 | 2 | 2 | 1 | 7  | 6  | +1   |
| 5    | IC Croix R                  | 8   | 5 | 2 | 2 | 1 | 6  | 3  | +3   |
| 6    | Le Touquet AC               | 7   | 4 | 2 | 1 | 1 | 4  | 3  | +1   |
| 7    | Amiens SC rés.              | 7   | 6 | 2 | 1 | 3 | 13 | 12 | +1   |
| 8    | US Chantilly P              | 7   | 5 | 2 | 1 | 2 | 13 | 14 | -1   |
| 9    | US Boulogne rés.            | 7   | 5 | 2 | 1 | 2 | 9  | 12 | -3   |
| 10   | Valenciennes FC rés.        | 6   | 4 | 2 | 0 | 2 | 6  | 4  | +2   |
| 11   | Lille OSC rés. R            | 6   | 4 | 2 | 0 | 2 | 7  | 9  | -2   |
| 12   | US Saint-Omer P             | 6   | 6 | 1 | 3 | 2 | 8  | 9  | -1   |
| 13   | Entente Feignies Aulnoye FC | 4   | 5 | 0 | 4 | 1 | 8  | 9  | -1   |
| 14   | AC Amiens                   | 0   | 6 | 0 | 0 | 6 | 4  | 12 | -8   |

|  | R Relégué de National 2. P Promu de Régional 1. Pts points ; G victoires ; N match nuls ; P défaites Bp buts marqués ; Bc buts encaissés ; Diff différence de buts |

## GroupeNormandie

### Clubs participants
| Nom du club                      | Ancienneté | Classement 2019-2020   | Stade                            | Capacité |
| -------------------------------- | ---------- | ---------------------- | -------------------------------- | -------- |
| CMS Oissel                       | 2020       | 15e National 2 (Gr. B) | Stade Marcel-Billard             | 4 000    |
| AS Cherbourg                     | 2018       | 2e (N3 Normandie)      | Stade Maurice-Postaire           | 7 000    |
| Évreux FC                        | 2015       | 3e (N3 Normandie)      | Stade Mathieu Bodmer             | 1 500    |
| Le Havre AC rés.                 | 2019       | 4e (N3 Normandie)      | Stade Charles Argentin           | 1 000    |
| FC Saint-Lô Manche               | 2017       | 5e (N3 Normandie)      | Stade Louis-Villemer             | 5 000    |
| AF Virois                        | 2019       | 6e (N3 Normandie)      | Stade Pierre Compte              | 300      |
| AG Caen                          | 2019       | 7e (N3 Normandie)      | Stade de Venoix - Claude-Mercier | 3 500    |
| US Alençonnaise                  | 2017       | 8e (N3 Normandie)      | Stade Jacques-Fould              | 1 500    |
| FC Dieppois                      | 2017       | 9e (N3 Normandie)      | Stade Jean Dasnias               | 3 100    |
| US Avranches rés.                | 2016       | 10e (N3 Normandie)     | Stade René Fenouillère           | 2 000    |
| US Quevilly-Rouen Métropole rés. | 2016       | 11e (N3 Normandie)     | Stade Michel Mutel               | 2 500    |
| Bayeux FC                        | 2020       | 2e Régional 1 (Gr. A)  | Stade Henry Jeanne               | 4 000    |
| SU Dives-Cabourg                 | 2020       | 3e Régional 1 (Gr. A)  | Stade Heurtematte                | ?        |
| Romilly-Pont Saint Pierre FC     | 2020       | 2e Régional 1 (Gr. B)  | Stade Gaston Philibert           | ?        |

- Club relégué
- Club maintenu
- Club promu

| \| US Alençon US Avranches Rés. Bayeux FC AG Caen AS Cherbourg FC Dieppois Évreux FC Le Havre AC Rés. SU Dives Cabourg CMS Oissel US Quevilly-RM Rés. ↑ · Romilly · Pont-Saint-Pierre · FC FC Saint-Lô AF Vire \| Localisation des clubs de N3 du groupe Normandie · Club relégué Club maintenu Club promu |
| US Alençon US Avranches Rés. Bayeux FC AG Caen AS Cherbourg FC Dieppois Évreux FC Le Havre AC Rés. SU Dives Cabourg CMS Oissel US Quevilly-RM Rés. ↑ · Romilly · Pont-Saint-Pierre · FC FC Saint-Lô AF Vire                                                                                                |

### Compétition
| Rang | Équipe                           | Pts | J | G | N | P | Bp | Bc | Diff |
| ---- | -------------------------------- | --- | - | - | - | - | -- | -- | ---- |
| 1    | AG Caen                          | 15  | 6 | 5 | 0 | 1 | 16 | 5  | +11  |
| 2    | SU Dives-Cabourg P               | 15  | 6 | 5 | 0 | 1 | 16 | 6  | +10  |
| 3    | CMS Oissel R                     | 11  | 5 | 3 | 2 | 0 | 10 | 5  | +5   |
| 4    | FC Saint-Lô Manche               | 11  | 6 | 3 | 2 | 1 | 11 | 7  | +4   |
| 5    | FC Dieppois                      | 9   | 6 | 2 | 3 | 1 | 8  | 7  | +1   |
| 6    | US Avranches rés.                | 9   | 6 | 3 | 0 | 3 | 7  | 7  | 0    |
| 7    | US Alençonnaise                  | 8   | 6 | 2 | 2 | 2 | 9  | 8  | +1   |
| 8    | AS Cherbourg                     | 8   | 6 | 2 | 2 | 2 | 8  | 8  | 0    |
| 9    | AF Virois                        | 7   | 5 | 2 | 1 | 2 | 7  | 8  | -1   |
| 10   | Le Havre AC rés.                 | 6   | 5 | 1 | 3 | 1 | 7  | 7  | 0    |
| 11   | Évreux FC                        | 6   | 6 | 2 | 0 | 4 | 7  | 9  | -2   |
| 12   | Romilly-Pont Saint Pierre FC P   | 3   | 4 | 1 | 0 | 3 | 3  | 13 | -10  |
| 13   | Bayeux FC P                      | 1   | 6 | 0 | 1 | 5 | 6  | 15 | -9   |
| 14   | US Quevilly-Rouen Métropole rés. | 0   | 5 | 0 | 0 | 5 | 3  | 13 | -10  |

|  | R Relégué de National 2. P Promu de Régional 1. Pts points ; G victoires ; N match nuls ; P défaites Bp buts marqués ; Bc buts encaissés ; Diff différence de buts |

## GroupeNouvelle-Aquitaine

### Clubs participants
| Nom du club                | Ancienneté | Classement 2019-2020        | Stade                      | Capacité |
| -------------------------- | ---------- | --------------------------- | -------------------------- | -------- |
| Stade bordelais            | 2020       | 16e National 2 (Gr. C)      | Stade Sainte-Germaine      | 7 000    |
| US Chauvigny               | 2018       | 2e (N3 Nouvelle-Aquitaine)  | Stade Gilbert Arnault      | 2 000    |
| FC Bressuire               | 2014       | 3e (N3 Nouvelle-Aquitaine)  | Stade Alain Métayer        | 3 200    |
| US Lège-Cap-Ferret         | 2013       | 4e (N3 Nouvelle-Aquitaine)  | Stade Louis Goubet         | 1 500    |
| Aviron bayonnais           | 2016       | 5e (N3 Nouvelle-Aquitaine)  | Stade Didier Deschamps     | 3 500    |
| Stade Poitevin FC          | 2017       | 6e (N3 Nouvelle-Aquitaine)  | Stade Michel-Amand         | 12 000   |
| UA Cognac                  | 2019       | 7e (N3 Nouvelle-Aquitaine)  | Stade Claude Boué          | 1 000    |
| Girondins de Bordeaux rés. | 2019       | 8e (N3 Nouvelle-Aquitaine)  | Stade Jean-Antoine-Moueix  | 7 000    |
| Les Genêts d'Anglet        | 2011       | 9e (N3 Nouvelle-Aquitaine)  | Stade Saint-Jean           | 1 500    |
| Chamois niortais rés.      | 2015       | 10e (N3 Nouvelle-Aquitaine) | Stade René Gaillard        | 11 000   |
| SO Châtellerault           | 2019       | 11e (N3 Nouvelle-Aquitaine) | Stade de la Montée-Rouge   | 1 610    |
| CA Neuville                | 2020       | 1er Régional 1 (Gr. A)      | Stade René Garnaud         | ?        |
| FC Libourne                | 2020       | 1er Régional 1 (Gr. B)      | Stade Jean-Antoine-Moueix  | 7 000    |
| FC Tartas Saint-Yaguen     | 2020       | 1er Régional 1 (Gr. C)      | Parc Des Sports Hourritiot | ?        |

- Club relégué
- Club maintenu
- Club promu

| \| CA Neuville Les Genêts d'Anglet Aviron bayonnais Girondins Bordeaux Rés. · ↓ Stade bordelais FC Bressuire US Lège Cap Ferret SO Châtellerault US Chauvigny UA Cognac FC Libourne Chamois niortais Rés. Stade · poitevin FC Tartas Saint-Yaguen \| Localisation des clubs de N3 du groupe Nouvelle-Aquitaine · Club relégué Club maintenu Club promu |
| CA Neuville Les Genêts d'Anglet Aviron bayonnais Girondins Bordeaux Rés. · ↓ Stade bordelais FC Bressuire US Lège Cap Ferret SO Châtellerault US Chauvigny UA Cognac FC Libourne Chamois niortais Rés. Stade · poitevin FC Tartas Saint-Yaguen |

### Compétition
| Rang | Équipe                     | Pts | J | G | N | P | Bp | Bc | Diff |
| ---- | -------------------------- | --- | - | - | - | - | -- | -- | ---- |
| 1    | Stade bordelais R          | 15  | 5 | 5 | 0 | 0 | 15 | 1  | +14  |
| 2    | US Lège-Cap-Ferret         | 11  | 5 | 3 | 2 | 0 | 12 | 7  | +5   |
| 3    | CA Neuville P              | 11  | 6 | 3 | 2 | 1 | 6  | 3  | +3   |
| 4    | FC Libourne P              | 8   | 4 | 2 | 2 | 0 | 5  | 3  | +2   |
| 5    | FC Tartas Saint-Yaguen P   | 8   | 6 | 2 | 2 | 2 | 8  | 9  | -1   |
| 6    | Les Genêts d'Anglet        | 6   | 5 | 2 | 0 | 3 | 5  | 6  | -1   |
| 7    | Aviron bayonnais           | 6   | 3 | 2 | 0 | 1 | 7  | 1  | +6   |
| 8    | UA Cognac                  | 6   | 6 | 1 | 3 | 2 | 6  | 13 | -7   |
| 9    | Chamois niortais rés.      | 4   | 4 | 1 | 1 | 2 | 6  | 6  | 0    |
| 10   | FC Bressuire               | 4   | 5 | 1 | 1 | 3 | 3  | 6  | -3   |
| 11   | SO Châtellerault           | 4   | 5 | 1 | 1 | 3 | 3  | 7  | -4   |
| 12   | Stade poitevin             | 2-1 | 4 | 0 | 3 | 1 | 2  | 5  | -3   |
| 13   | US Chauvigny               | 2   | 5 | 0 | 2 | 3 | 3  | 9  | -6   |
| 14   | Girondins de Bordeaux rés. | 1   | 3 | 0 | 1 | 2 | 1  | 6  | -5   |

|  | R Relégué de National 2. P Promu de Régional 1. Pts points ; G victoires ; N match nuls ; P défaites Bp buts marqués ; Bc buts encaissés ; Diff différence de buts |

## GroupeOccitanie

### Clubs participants
| Nom du club          | Ancienneté | Classement 2019-2020   | Stade                                | Capacité |
| -------------------- | ---------- | ---------------------- | ------------------------------------ | -------- |
| Montpellier HSC rés. | 2020       | 14e National 2 (Gr. C) | Centre d'entraînement Bernard-Gasset | 2 000    |
| Nîmes Olympique rés. | 2020       | 16e National 2 (Gr. D) | Complexe sportif La Bastide          | 300      |
| Balma SC             | 2010       | 2e (N3 Occitanie)      | Stade municipal                      | 4 000    |
| RCO agathois         | 2012       | 3e (N3 Occitanie)      | Stade Louis-Sanguin                  | 3 500    |
| Blagnac FC           | 2017       | 4e (N3 Occitanie)      | Complexe sportif d'Andromède         | 1 600    |
| AS Muret             | 2018       | 5e (N3 Occitanie)      | Stade Clément-Ader                   | 3 000    |
| Stade beaucairois    | 2018       | 6e (N3 Occitanie)      | Stade Philibert-Schneider            | 2 000    |
| Rodez AF rés.        | 2018       | 7e (N3 Occitanie)      | Stade de Vabre                       | 1 000    |
| AS Fabrègues         | 2014       | 8e (N3 Occitanie)      | Stade Joseph-Jeanton                 | 2 000    |
| Olympique d'Alès     | 2013       | 9e (N3 Occitanie)      | Stade Pierre-Pibarot                 | 10 000   |
| Toulouse FC rés.     | 2008       | 10e (N3 Occitanie)     | Stadium de Toulouse (Annexe)         | 1 500    |
| US Castanéenne       | 2020       | 1er Régional 1 (Gr. A) | Complexe sportif de Lautard          | ?        |
| FU Narbonne          | 2020       | 1er Régional 1 (Gr. B) | Parc des sports et de l'amitié       | 12 000   |
| FC Albères Argelès   | 2020       | 1er Régional 1 (Gr. C) | Stade Éric-Cantona                   | ?        |

- Club relégué
- Club maintenu
- Club promu

| \| RCO Agde Olympique d'Alès FC Albères Argelès Balma SC Stade beaucairois Blagnac FC US Castanéenne AS Fabrègues Montpellier HSC Rés. AS Muret FU Narbonne Nîmes Olympique Rés. Rodez AFRés. Toulouse FCRés. \| Localisation des clubs de N3 du groupe Occitanie · Club relégué Club maintenu Club promu |
| RCO Agde Olympique d'Alès FC Albères Argelès Balma SC Stade beaucairois Blagnac FC US Castanéenne AS Fabrègues Montpellier HSC Rés. AS Muret FU Narbonne Nîmes Olympique Rés. Rodez AFRés. Toulouse FCRés.                                                                                                |

### Compétition
| Rang | Équipe                 | Pts | J | G | N | P | Bp | Bc | Diff |
| ---- | ---------------------- | --- | - | - | - | - | -- | -- | ---- |
| 1    | US Castanéenne P       | 12  | 6 | 3 | 3 | 0 | 9  | 4  | +5   |
| 2    | Montpellier HSC rés. R | 11  | 6 | 3 | 2 | 1 | 12 | 8  | +4   |
| 3    | RCO agathois           | 11  | 5 | 3 | 2 | 0 | 8  | 5  | +3   |
| 4    | Stade beaucairois 30   | 10  | 6 | 2 | 4 | 0 | 10 | 7  | +3   |
| 5    | Blagnac FC             | 10  | 6 | 3 | 1 | 2 | 6  | 7  | -1   |
| 6    | Rodez AF rés.          | 8   | 6 | 2 | 2 | 2 | 9  | 11 | -2   |
| 7    | Olympique d'Alès       | 7   | 6 | 2 | 1 | 3 | 11 | 11 | 0    |
| 8    | Balma SC               | 7   | 6 | 2 | 1 | 3 | 7  | 12 | -5   |
| 9    | Nîmes Olympique rés. R | 7   | 6 | 2 | 1 | 3 | 8  | 10 | -2   |
| 10   | Toulouse FC rés.       | 6   | 5 | 2 | 0 | 3 | 13 | 10 | +3   |
| 11   | FC Albères Argelès P   | 6   | 6 | 1 | 3 | 2 | 9  | 7  | +2   |
| 12   | AS Fabrègues           | 6   | 6 | 2 | 0 | 4 | 11 | 13 | -2   |
| 13   | AS Muret               | 5   | 6 | 1 | 2 | 3 | 4  | 9  | -5   |
| 14   | FU Narbonne P          | 5   | 6 | 1 | 2 | 3 | 4  | 7  | -3   |

|  | Promu en National 2. |
|  | R Relégué de National 2. P Promu de Régional 1. Pts points ; G victoires ; N match nuls ; P défaites Bp buts marqués ; Bc buts encaissés ; Diff différence de buts |

## GroupeParis Île-de-France

### Clubs participants
| Nom du club              | Ancienneté | Classement 2019-2020         | Stade                                                | Capacité |
| ------------------------ | ---------- | ---------------------------- | ---------------------------------------------------- | -------- |
| JA Drancy                | 2020       | 15e National 2 (Gr. A)       | Stade Charles-Sage                                   | 2 500    |
| FC Mantois               | 2020       | 16e National 2 (Gr. B)       | Stade Aimé-Bergeal                                   | 5 000    |
| US Ivry                  | 2015       | 2e (N3 Paris Île-de-France)  | Stade de Clerville                                   | 2 000    |
| Paris FC rés.            | 2010       | 3e (N3 Paris Île-de-France)  | Stade Déjerine                                       | 1 000    |
| US Créteil rés.          | 2016       | 4e (N3 Paris Île-de-France)  | Stade Dominique-Duvauchelle (Annexe)                 | 3 000    |
| Racing CFF               | 2017       | 5e (N3 Paris Île-de-France)  | Stade Lucien-Choine (Annexe du Stade Yves-du-Manoir) | 2 500    |
| Blanc-Mesnil SF          | 2017       | 6e (N3 Paris Île-de-France)  | Stade Jean-Bouin                                     | 3 000    |
| CO Les Ulis              | 2017       | 7e (N3 Paris Île-de-France)  | Stade Jean-Marc Salinier                             | 2 500    |
| FCM Aubervilliers        | 2016       | 8e (N3 Paris Île-de-France)  | Stade André-Karman                                   | 2 500    |
| OFC Les Mureaux          | 2017       | 9e (N3 Paris Île-de-France)  | Stade Léo Lagrange                                   | 1 500    |
| Paris Saint-Germain rés. | 2019       | 10e (N3 Paris Île-de-France) | Stade Georges-Lefèvre                                | 1 500    |
| CS Meaux AF              | 2020       | 1er Régional 1 (Gr. A)       | Stade Alberto-Corazza                                | 2 000    |
| ESA Linas-Montlhéry      | 2020       | 1er Régional 1 (Gr. B)       | Stade Cosom                                          | ?        |
| CS Brétigny              | 2020       | 2e Régional 1 (Gr. B)        | Stade Auguste-Delaune                                | ?        |

- Club relégué
- Club maintenu
- Club promu

| \| FCM Aubervilliers Racing CF US Créteil Rés. JA Drancy US Ivry ESA Linas-Montlhéry FC Mantois CS Meaux AF Blanc-Mesnil SF OFC Les Mureaux Paris FC Rés. Paris SG Rés. CS Brétigny CO Les Ulis \| Localisation des clubs de National 3 du groupe Paris Île-de-France · Club relégué Club maintenu Club promu |
| FCM Aubervilliers Racing CF US Créteil Rés. JA Drancy US Ivry ESA Linas-Montlhéry FC Mantois CS Meaux AF Blanc-Mesnil SF OFC Les Mureaux Paris FC Rés. Paris SG Rés. CS Brétigny CO Les Ulis |

### Compétition
| Rang | Équipe                   | Pts | J | G | N | P | Bp | Bc | Diff |
| ---- | ------------------------ | --- | - | - | - | - | -- | -- | ---- |
| 1    | Racing CFF               | 16  | 6 | 5 | 1 | 0 | 14 | 5  | +9   |
| 2    | FCM Aubervilliers        | 13  | 6 | 4 | 1 | 1 | 11 | 6  | +5   |
| 3    | US Ivry                  | 13  | 6 | 4 | 1 | 1 | 10 | 5  | +5   |
| 4    | US Créteil rés.          | 11  | 6 | 3 | 2 | 1 | 10 | 6  | +4   |
| 5    | Paris Saint-Germain rés. | 9   | 6 | 3 | 0 | 3 | 5  | 6  | -1   |
| 6    | CO Les Ulis              | 9   | 5 | 3 | 0 | 2 | 8  | 5  | +3   |
| 7    | ESA Linas-Montlhéry P    | 9   | 6 | 3 | 0 | 3 | 9  | 7  | +2   |
| 8    | JA Drancy R              | 8   | 6 | 2 | 2 | 2 | 8  | 6  | +2   |
| 9    | Paris FC rés.            | 8   | 6 | 2 | 2 | 2 | 8  | 8  | 0    |
| 10   | FC Mantois R             | 5   | 6 | 1 | 2 | 3 | 5  | 9  | -4   |
| 11   | CS Brétigny P            | 4   | 6 | 1 | 1 | 4 | 6  | 10 | -4   |
| 12   | Blanc-Mesnil SF          | 4   | 5 | 1 | 1 | 3 | 2  | 5  | -3   |
| 13   | CS Meaux AF P            | 4   | 6 | 1 | 1 | 4 | 4  | 11 | -7   |
| 14   | OFC Les Mureaux          | 2   | 6 | 0 | 2 | 4 | 3  | 14 | -11  |

|  | R Relégué de National 2. P Promu de Régional 1. Pts points ; G victoires ; N match nuls ; P défaites Bp buts marqués ; Bc buts encaissés ; Diff différence de buts |

## GroupePays de la Loire

### Clubs participants
| Nom du club                          | Ancienneté | Classement 2019-2020      | Stade                         | Capacité |
| ------------------------------------ | ---------- | ------------------------- | ----------------------------- | -------- |
| La Roche VF                          | 2013       | 2e (N3 Pays de la Loire)  | Stade Henri-Desgrange         | 10 000   |
| Olympique de Saumur                  | 2018       | 3e (N3 Pays de la Loire)  | Stade des Rives du Thouet     | 3 000    |
| FC Challans                          | 2017       | 4e (N3 Pays de la Loire)  | Stade Jean Léveillé           | 5 000    |
| Pouzauges Bocage FC                  | 2019       | 5e (N3 Pays de la Loire)  | Stade Jacques Chartier        | 2 500    |
| Sablé FC                             | 2010       | 6e (N3 Pays de la Loire)  | Stade Rémy Lambert            | 1 500    |
| Stade lavallois rés.                 | 2013       | 7e (N3 Pays de la Loire)  | Stade des Gandonnières        | 1 000    |
| AS La Châtaigneraie                  | 2019       | 8e (N3 Pays de la Loire)  | Stade Claude Bétard           | 1 500    |
| USSA Vertou                          | 2008       | 9e (N3 Pays de la Loire)  | Stade des Échalonnières       | 3 500    |
| Fontenay VF                          | 2018       | 10e (N3 Pays de la Loire) | Stade Emmanuel-Murzeau        | 3 500    |
| Le Mans FC rés.                      | 2018       | 11e (N3 Pays de la Loire) | Stade de la Pincenardière     | 2 000    |
| US Changé                            | 2019       | 12e (N3 Pays de la Loire) | Stade Auguste Dalibard        | 3 500    |
| Poiré-sur-Vie VF                     | 2020       | 1er Régional 1 (Gr. A)    | Stade de l'Idonnière          | 4 600    |
| Union sportive philibertine football | 2020       | 1er Régional 1 (Gr. B)    | Complexe Sportif des Chevrets | ?        |
| AS Sautronnaise                      | 2020       | 2e Régional 1 (Gr. A)     | Stade Roger Mabit             | ?        |

- Club maintenu
- Club promu

| \| FC Challans US Changé Fontenay VF AS Châtaigneraie Le Mans FC Rés. La Roche VF Stade lavallois Rés. Poiré-sur-Vie VF Pouzauges BFC Sablé FC US Philibertine Football Olympique · de Saumur AS Sautronnaise USSA Vertou \| Localisation des clubs de N3 du groupe Pays de la Loire · Club maintenu Club promu |
| FC Challans US Changé Fontenay VF AS Châtaigneraie Le Mans FC Rés. La Roche VF Stade lavallois Rés. Poiré-sur-Vie VF Pouzauges BFC Sablé FC US Philibertine Football Olympique · de Saumur AS Sautronnaise USSA Vertou                                                                                          |

### Compétition
| Rang | Équipe                                | Pts | J | G | N | P | Bp | Bc | Diff |
| ---- | ------------------------------------- | --- | - | - | - | - | -- | -- | ---- |
| 1    | La Roche VF                           | 12  | 4 | 4 | 0 | 0 | 9  | 2  | +7   |
| 2    | US Changé                             | 11  | 5 | 3 | 2 | 0 | 9  | 2  | +7   |
| 3    | Olympique de Saumur                   | 8   | 5 | 2 | 2 | 1 | 9  | 5  | +4   |
| 4    | Fontenay VF                           | 8   | 5 | 2 | 2 | 1 | 7  | 6  | +1   |
| 5    | Stade lavallois rés.                  | 8   | 5 | 2 | 2 | 1 | 7  | 4  | +3   |
| 6    | FC Challans                           | 7   | 3 | 2 | 1 | 0 | 4  | 2  | +2   |
| 7    | USSA Vertou                           | 6   | 5 | 2 | 0 | 3 | 6  | 9  | -3   |
| 8    | AS Sautronnaise P                     | 6   | 6 | 2 | 0 | 4 | 6  | 7  | -1   |
| 9    | Poiré-sur-Vie VF P                    | 5   | 3 | 1 | 2 | 0 | 3  | 2  | +1   |
| 10   | Sablé FC                              | 4   | 3 | 1 | 1 | 1 | 6  | 5  | +1   |
| 11   | Union sportive philibertine footballP | 4   | 5 | 1 | 1 | 3 | 7  | 14 | -7   |
| 12   | Pouzauges Bocage FC                   | 2   | 4 | 0 | 2 | 2 | 4  | 9  | -5   |
| 13   | Le Mans FC rés.                       | 2   | 5 | 0 | 2 | 3 | 2  | 7  | -5   |
| 14   | AS La Châtaigneraie                   | 1   | 4 | 0 | 1 | 3 | 3  | 8  | -5   |

|  | R Relégué de National 2. P Promu de Régional 1. Pts points ; G victoires ; N match nuls ; P défaites Bp buts marqués ; Bc buts encaissés ; Diff différence de buts |

## Bilan de la saison
Aucun titre n'est attribué, aucune équipe n'est promue ni reléguée (seuls l'AS Vitré et Montpellier HSC  rés. sont repêchés en N2).